# East Village (San Diego)

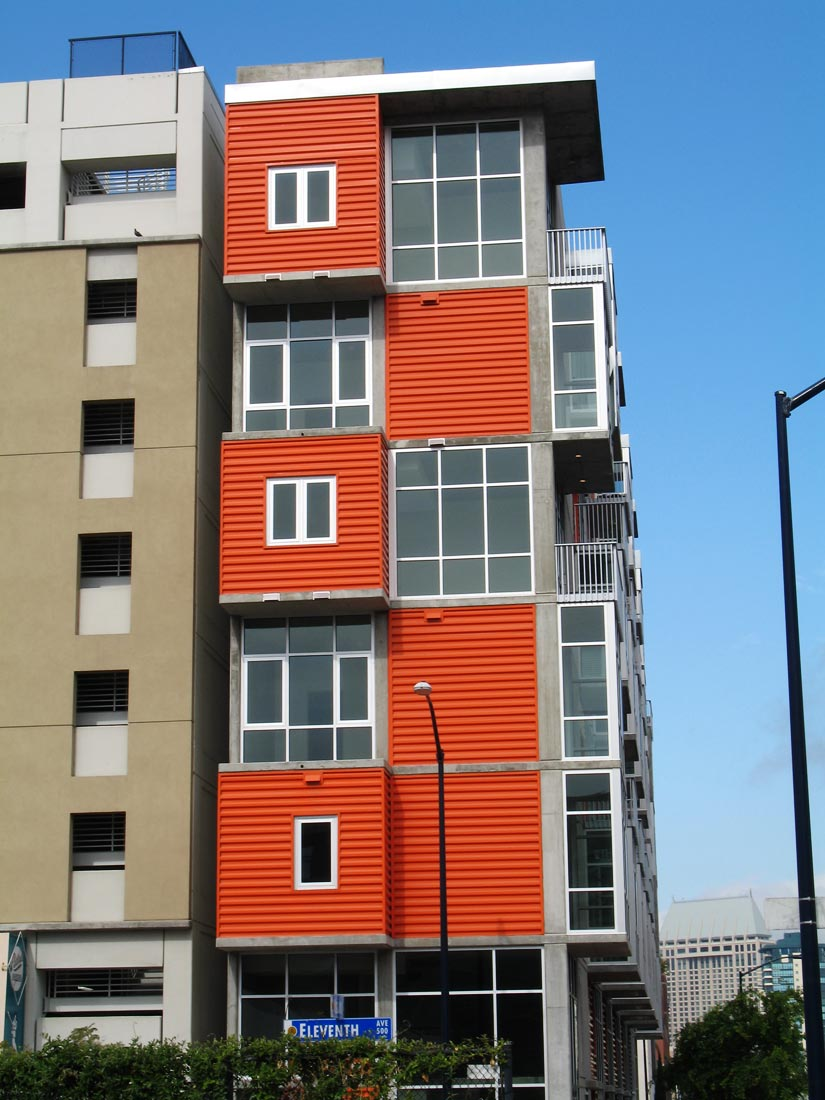
Moderno edificio de apartamentos en East Village.

East Village es un barrio en el centro de San Diego. Es el distrito más grande en el centro de San Diego, y está localizado en el este del Gaslamp Quarter y al sureste del Distrito Core y Cortez Hill. East village ha pasado por grandes renovaciones, especialmente cerca de Petco Park.